# Ивар Широкие Объятья

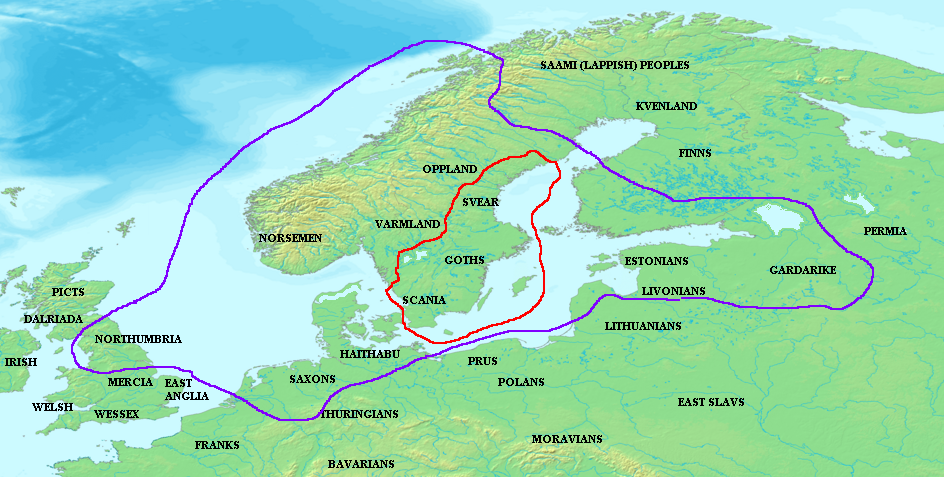
Королевство Ивара Широкие Объятья (красная граница) и земли платившие ему дань (фиолетовая граница), согласно сагам.

И́вар Широ́кие Объя́тья, Ивар Приобретатель, Ивар Видфамне (Ivar Vidfamne) (встречается русское написание Видфамме) — легендарный конунг VII века, правивший Сконе, из династии Скьёльдунгов, сын Хальвдана Храброго (Hálfdanar snjalla).

## Сведения об Иваре в сагах
Согласно «Саге о Хервёр», Ивар завоевал центральную Швецию (Svíaveldi, изгнав Инглингов на запад), Данию (Danaveldi, поскольку англы и юты до этого освободили землю, переселившись в Британию), Курляндию (Kúrland), Саксонию (Saxland), Эстонию (Eistland) и все восточные страны до Гардарики (Garðaríkis), а также часть Англии Нортумберленд. Столицей Ивара был город Риге на острове Фюн (ныне Дания).
Во «Фрагменте о конунгах», основанном на утраченной «Саге о Скьёлдунгах», сообщается, что конунг данов Ивар Широкие Объятья приходит с войском «на восток в Кирьялаботнар» (то есть «Карельские заливы»), где «начиналось государство конунга Радбарда» и там погибает

## Потомство
У Ивара была одна дочь — Ауд Богатая. Она дважды была замужем. От первого брака, с Хрёриком Метателем Колец, Ауд родила сыновей Сигурда и Харальда. Во второй раз она вышла за конунга Гардарики Радбарта без согласия отца. Сыном Ауд от Радбарта был Рандвер.